# 石廠駅
石廠駅（せきしょうえき）とは中華人民共和国北京市門頭溝区に位置する北京地下鉄S1線の駅である。

## 駅構造
- 地上駅。

## 歴史
- 2017年12月30日 - 開業[1]。

## 隣の駅
北京地下鉄
■S1線
小園駅 - 石廠駅